# Erdélyi Napló
Az Erdélyi Napló Nagyváradon született sajtótermék. Az Erdélyi Napló, a Stanik István kezdeményezésére, az igazgatása alatt működő Bihari Napló Kiadó keretében 1990-ben napilapként indult, terjesztési gondok miatt szűnt  meg. Az 1991-1995 közötti időszakban, Stanik István alapító-főszerkesztő vezetésével, hetilapként az Analóg Kiadóban jelent meg. Ezekben az években a legnépszerűbb hetilap volt Erdélyben, példányszáma elérte az ötvenezret. 1995-ben a kiadó Szőcs Géza tulajdonába kerül, a lapot pedig Barabás Zoltán, Sorbán Attila, Gazda Árpád, majd Dénes László főszerkesztő vezette. Az RMDSZ holdudvarán kívül eső, gyakori pénzügyi gondokkal küzdő lap Dénes László főszerkesztő távozása után, 2004-től 2009. augusztusi megszűnéséig Kolozsváron jelent meg a Kalauz Kft. kiadásában, a nyomtatás a Garamond Kft. nyomdájában készült. Később újra megjelent.
Főszerkesztője Makkay József, főmunkatársai Bagoly Zsolt, Borbély Zsolt Attila, Fábián Tibor (Nagyvárad), Ágoston Balázs (Budapest), Jakab Lőrinc (Csíkszereda), Román Győző (Bukarest), Somogyi Botond voltak.
2012. április 1-jétől a lap főszerkesztője Csinta Samu, lapigazgatója Dénes László, kiadója az Udvarhelyi Híradó Kft.
Média címen 1991-től sajtószemle-melléklete jelent meg.

## A Napló jeles publicistái
- Németh Csaba közíró
- Nits Árpád közgazdász
- Sebestyén Péter egyházi író, helytörténész
- Simó Márton költő, író
- Székely Attila történész, régész
- Tuduka Oszkár zenekritikus, közíró
- Váradi Mária újságíró
- Váradi Goia János orvos, pszichiáter
- Vesselényi Tibor közgazdász